# لهداهدة (أولاد خليفة الجنوبية)
لهداهدة هو دُوَّار يقع بجماعة مرشوش، إقليم الخميسات، جهة الرباط سلا القنيطرة في المملكة المغربية. ينتمي الدوّار لمشيخة أولاد خليفة الجنوبية التي تضم 4 دواوير. يقدر عدد سكانه بـ 959 نسمة حسب الإحصاء الرسمي للسكان والسكنى لسنة 2004.

## روابط خارجية
- البوابة الوطنية للجماعات الترابية نسخة محفوظة 12 مارس 2018 على موقع واي باك مشين.
- المندوبية السامية للتخطيط